# Indore
Pronunciação
Indore é uma cidade da Índia, no estado de Madhya Pradesh. Tem cerca de 2.160.631 habitantes. Foi a capital do antigo estado de Indore.

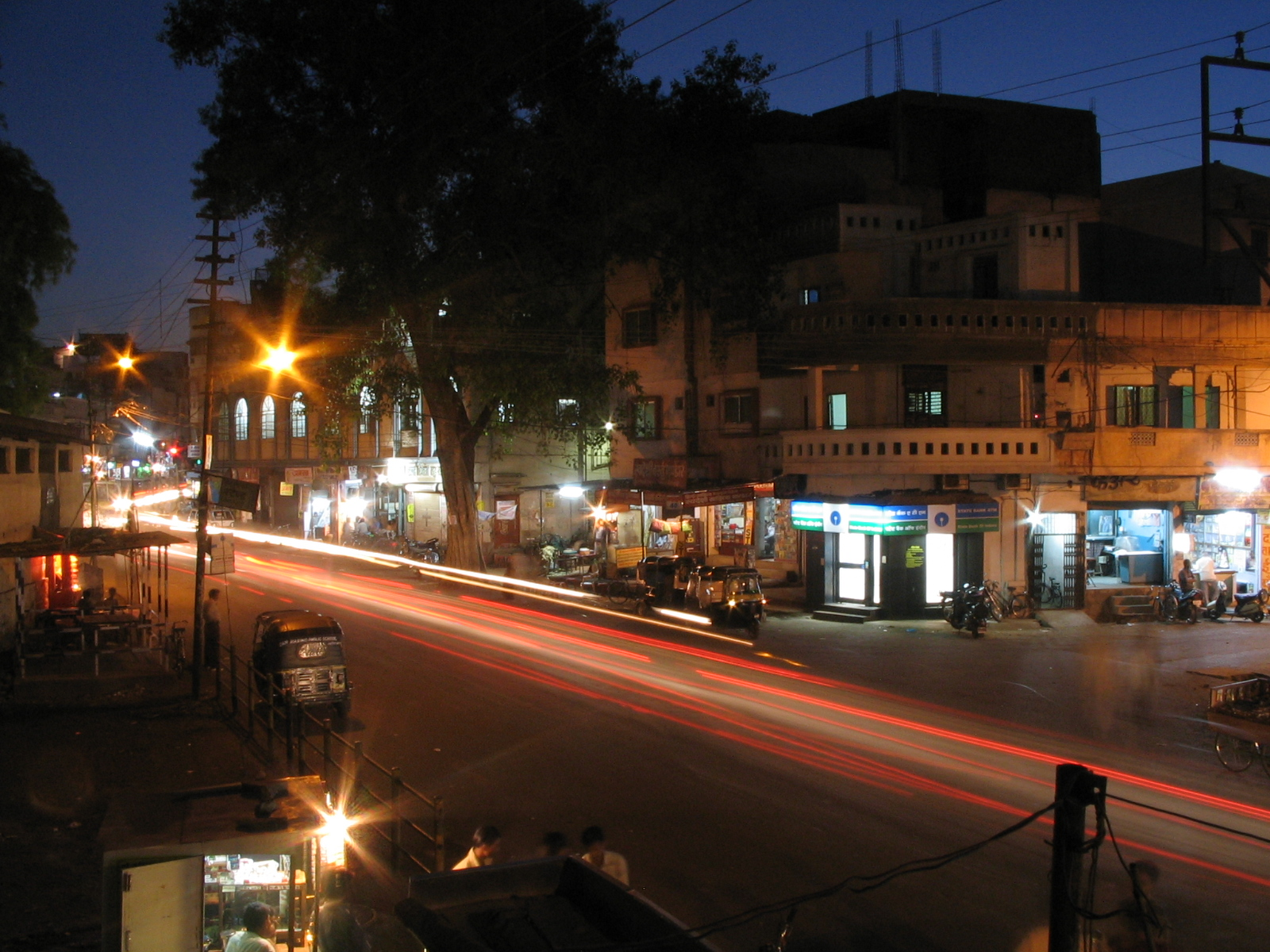
Subhash Marg em Indore, Índia